# Pierre Moreau (imprimeur et maître écrivain)
Pour les articles homonymes, voir Pierre Moreau et Moreau.
Pierre Moreau (c. 1599 - 1648) est un maître écrivain, graveur et imprimeur français.

## Biographie
Né vers 1599, Pierre Moreau est le fils de maître Gaspard Moreau, huissier sergent à cheval au Châtelet de Paris, et d'Antoinette de Pars, fille de maître Guy de Pars, procureur en parlement et commis au greffe de la Cour des Aides.
Le 5 mars 1620, il reçoit un office de Conseiller secrétaire du roi, Maison et Couronne de France, par résignation de Gallerand Gaillard et, lors de la publication de son premier ouvrage en 1626, s'intitule "clerc aux finances".
Il est reçu dans la Communauté des Maîtres écrivains jurés le 17 avril 1628 et publie quelques ouvrages de calligraphie entre 1626 et 1639. Les recueils qu'il publie en 1633 chez Isaac Briot correspondent aux modèles officiels mis au point la même année par Étienne Le Bé (pour l'italienne bâtarde) et par Louis Barbedor (pour la ronde).
Il semble (à voir la somme de 900 lt qu'il obtient de son épouse en août 1635) que Moreau ait commencé vers 1635 à travailler sur la taille et la fonte de caractères qui imitent l’écriture manuscrite. Toujours est-il qu'en 1638 Moreau dépose des demandes de permis d’imprimer pour deux livres de dévotion. Il reçoit en janvier 1639 des lettres de privilège pour exploiter les nouveaux caractères qu’il a taillés, et le 28 février de la même année un brevet du roi dans le même sens. N'ayant pas été admis dans les règles en cette profession, il doit subir l'opposition de la Communauté des imprimeurs et libraires de Paris.
Le 23 juin 1640, le graveur en taille-douce Jean Humbelot lui emprunte 1200 l. et lui constitue une rente de 66 l. 13 s. 4 d. ; Moreau vivait alors rue Gervais-Laurent en la Cité. Un acte du 2 janvier 1642 prouve qu'il était effectivement graveur, imprimeur et fondeur de caractères, et probablement aussi maître d'écriture et imprimeur en taille-douce.
En 1643, probablement protégé, Moreau devient imprimeur du roi ; entre 1643 et sa mort en 1648 il publie une trentaine d’ouvrages avec ses caractères, essentiellement des textes de dévotion et des textes poétiques ou dramatiques. Leur particularité typographique et la netteté de leur impression font qu’ils sont toujours recherchés aujourd’hui.
Le 8 juillet 1644 Moreau se remarie avec Jeanne Raoul, âgée de 25 ans. Il existe deux portraits de lui, dont l'un à l’âge de 28 ans.
Il est mort en 1648. Ses polices typographiques seront ensuite cédées à l’imprimeur Denis Thierry (on en a un inventaire après décès en 1713), puis passent à l'imprimeur Jacques Collombat. Certains de ces caractères sont encore conservés au Cabinet des poinçons de l’ancienne Imprimerie nationale.

## Recueil d'exemples
- Les Vrais caractères de l'écriture financière, selon le naturel de la plume, escritz et gravés par P. Moreau, clerc au finances, Paris : 1626 (Amiens BM, Fonds Masson, M 584 2). Quelques planches sont datées 1625.
- Les Œuvres de Pierre Moreau parisien, enrichies des plus belles inventions que requiert la vraye lettre financiere pour l’escrire proprement, coulamment et bien. Très-nécessaires à ceux qui desirent se placer aux finances, Paris : [1627 ou début de 1628]. , 5 pl. (Amiens BM : Fonds Masson, M 2701).
- Original des pièces escrites et burinées par P. Moreau, Me escrivain juré à Paris, contenant la facilité de bien escrire les lettres financiere et italienne bastarde, Paris : Ysaac Briot, 1633. 2°, 12 pl. (Paris BNF : Kb31 fol., collection Marolles). Titre reproduit dans Conihout et Gabriel p. 65.
- Italienne bâtarde à la française écrite et burinée par P. Moreau, Me écrivain juré à Paris. Paris : Ysaac Briot, 1633. 8 pl. gravées [peut-être un extrait de l'ouvrage précédent]. Cité par Mediavilla p. 230.
- Nouvelles exemples de P. Moreau où sont contenues les plus secrettes particularitez de la lettre italienne bastarde à la mode, Paris : l’auteur, c. 1639. Suivi de Lettre financiere escrite et burinée avec privilege du roy par P. Moreau, escrivain juré à Paris, Paris : l’auteur, [puis] chez Pierre Mariette, c. 1639 (Paris BNF, Est. : Kb 32 p. 52-58, collection Marolles). première partie dédiée à Mathieu Molé (1584-1656) ; seconde partie à Nicolas Le Jay.

## Livres gravés

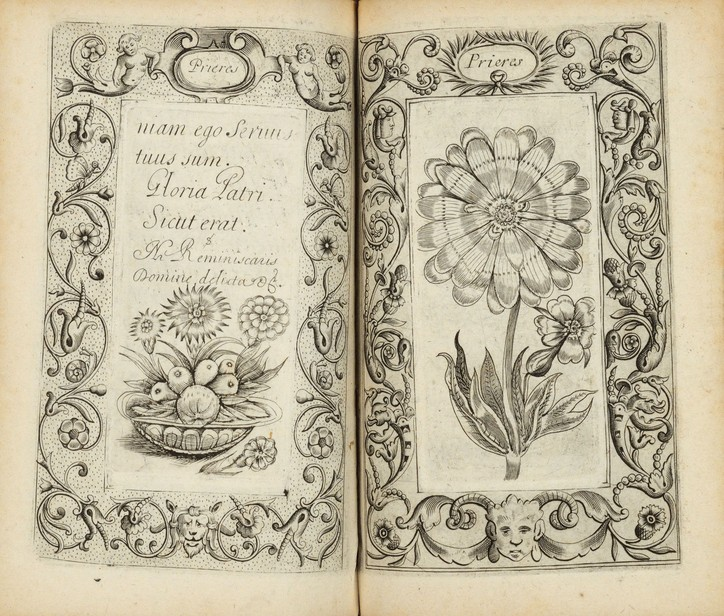
Double page extraite des Sainctes prières... édition de 1644 (Bridwell Library).

- Les Saintes prières de l'âme chrestienne. Escrites & gravées après le naturel de la plume par P. Moreau me Escrivain juré à Paris, Paris : 1631, 8°, 106 f., édition gravée dédiée à Anne d'Autriche. Il existe des tirages postérieurs en 1632, 1644, 1649 et 1656. Cat. Wick n° 36, Cat. Hutton n° 59 (tous deux pour le tirage de 1632). La gravure de cet ouvrage a commencé en 1626.
- Dévotes prières, escrites et burinées après le naturel de la plume par P. Moreau... Paris : l'auteur, 1634. (plusieurs tirages)
- Heures chrestiennes escrites et burinées après le naturel de la plume. Par P. Moreau... Paris : l'auteur, 1635. Dédicace au chancelier Séguier.

Ces livres ont tous été gravés par Moreau lui-même. Voir le détail des tirages et des localisations dans Conihout et Gabriel p. 120-121.

## Livres imprimés

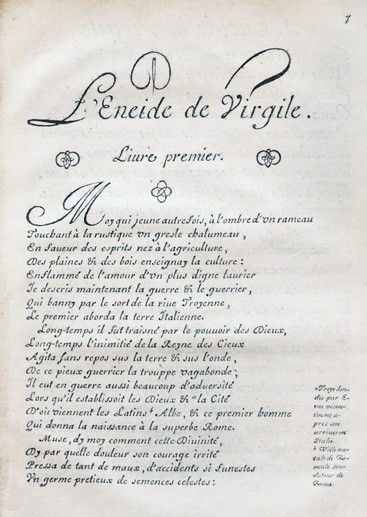
Une page extraite de L'Énéide de Virgile (1648).

La bibliographie des livres imprimés par Moreau (33 numéros entre 1643 et 1648) se trouve dans Conihout et Gabriel p. 81-119. À noter,
- en 1644, un Advis au public touchant l'art de bien écrire, où les finesses et tromperies d'aucuns maîtres sont descouvertes.
- en 1648, une traduction de l'Énéide de Virgile traduite en vers par Pierre Perrin, dédiée au cardinal Jules Mazarin. (4°, [20]-465-[1] p., numérisée sur Gallica.